# Касьянова Ганна Анатоліївна
Ганна Анатоліївна Мельниченко, у шлюбі Касьянова (нар. 24 квітня 1983, Тбілісі) — українська легкоатлетка (багатоборство). 3-разова володарка Кубка Європи з легкоатлетичного семиборства, бронзова призерка Кубка світу (за підсумками 2009 року), бронзова призерка Всесвітньої Універсіади (2007 рік), бронзова призерка чемпіонату Європи у п'ятиборстві (2013). Заслужений майстер спорту України з багатоборства.

## Біографія
Народилася 24 квітня 1983 у Тбілісі. Закінчила відділення фізичного виховання Кременчуцького педагогічного училища ім. А. С. Макаренка (2002), Кременчуцький національний університет імені Михайла Остроградського. Перша тренерка — Вікторія Козлова. Нині проживає у місті Кременчук.
Краща спортсменка Запоріжжя 2013 року.
18 жовтня 2014 року в Запоріжжі одружилася з українським багатоборцем Олексієм Касьяновим.

## Спортивна кар'єра

### Основні досягнення
Здобутки на міжнародній арені
- Кубок Європи 2008, 2009, 2010 — 1 місце

| Рік  | Чемпіонат        | Місце проведення           | Місце | Дисципліна   | Кількість очок |
| ---- | ---------------- | -------------------------- | ----- | ------------ | -------------- |
| 2007 | Чемпіонат Європи | Бірмінгем, Велика Британія | 10    | П'ятиборство | 4397           |
| 2007 | Універсіада      | Бангкок, Таїланд           | 3     | Семиборство  | 5852           |
| 2007 | Чемпіонат світу  | Осака, Японія              | —     | Семиборство  | DNF            |
| 2008 | Олімпійські ігри | Пекін, Китай               | 14    | Семиборство  | 6165           |
| 2009 | Чемпіонат світу  | Берлін, Німеччина          | 6     | Семиборство  | 6414           |
| 2010 | Чемпіонат Європи | Барселона, Іспанія         | —     | Семиборство  | DNF            |
| 2012 | Чемпіонат світу  | Стамбул, Туреччина         | 7     | П'ятиборство | 4623           |
| 2012 | Олімпійські ігри | Лондон, Велика Британія    | 10    | Семиборство  | 6392           |
| 2013 | Чемпіонат Європи | Ґетеборг, Швеція           | 3     | П'ятиборство | 4604           |
| 2013 | Чемпіонат світу  | Москва, Росія              | 1     | Семиборство  | 6586           |
| 2013 | Decastar         | Таленсе, Франція           | 1     | Семиборство  | 6308           |

Здобутки на національному рівні

### Виступи

#### 2007
На Чемпіонаті Європи 2007 року Ганна у п'ятиборстві посіла 10 місце, набравши 4397 очок. А на Універсіаді у Бангкоку у семиборстві вдалося завоювати бронзову нагороду.
На чемпіонат світу з легкої атлетики у Осаці (Японія) кременчужанка не змогла завершити свої виступи на змаганнях через травму, яку отримала вже у першому виді семиборства — бігу на 100 метрів з бар'єрами.

#### 2008

##### Виборювання путівки на Олімпіаду
12 та 13 липня у Києві у НСК «Олімпійський» відбулася унікальна зустріч двох семиборок. На найбільшій у країні арені за майже порожніх трибун змагалися дві спортсменки кременчужанка Ганна Мельниченко та броварчанка Людмила Йосипенко, які виборювали «один на один» останню «путівку» у багатоборстві до складу олімпійської збірної.
Україну на Олімпіаді у Пекіні у семиборстві мали представляти три спортсменки. Два місця наперед забронювали лідери збірної у цьому виді легкої атлетики — Людмила Блонська та Наталя Добринська. Останню третю вакансію повинні були між собою розіграти ще чотири українки, які виступали на Кубку Європи у голландському Хенгело наприкінці червня. Ці змагання з рекордними для себе на той час 6306-ма очками виграла Мельниченко. Але столичні функціонери із Федерації легкої атлетики запропонували Ганні та її тренеру Вікторії Козловій визначити за допомогою жеребу — хто поїде на Олімпіаду: Мельниченко або Йосипенко, яка у Хенгело була четвертою. Далі, була відмова. А потім, за сприяння президента НОК України Сергія Бубки і виник варіант очної зустрічі між броварчанкою та кременчужанкою. Випадок безпрецедентний.
Мельниченко і Йосипенко продемонстрували максимум своїх можливостей у цьому протистоянні. І після виснажливого Кубка Європи обидві встановили особисті рекорди. Ось тільки досягнення Ганни спортсменки перевершило показник опонентки на 63 очки — 6349 проти 6286. Ганна була найкращою у чотирьох видах семиборства: у бігу на 100 м з бар'єрами (13, 35 с проти 13,74 с), у штовханні ядра (13,75 м проти 12,59 м), у стрибках у довжину (6,44 м проти 6,18 м), у бігу на 800 м (2,13, 80 хв. проти 2,14,56 хв.). У двох видах Мельниченко поступилася — у бігу на 200 м (24,34 с проти 23,84 с) та у метанні спису (40 м проти 46 м), а у стрибках у висоту обидві легкоатлетки показали однаковий результат — 1 м 81 см.

##### Олімпійські ігри 2008
На літхіх Олімпійських іграх 2008 у Пекіні Ганна посіла 14 місце семиборстві
| Біг 100 м з бар'єрами | Біг 100 м з бар'єрами | Стрибки у висоту | Стрибки у висоту | Штовхання ядра | Штовхання ядра | Біг 200 м | Біг 200 м | Стибки у довжину | Стибки у довжину | Метання списа | Метання списа | Біг 800 м | Біг 800 м | Фінал       | Фінал |
| Час                   | Очки                  | Висота           | Очки             | Довжина        | Очки           | Час       | Очки      | Довжина          | Очки             | Довжина       | Очки          | Час       | Очки      | Всього очок | Місце |
| --------------------- | --------------------- | ---------------- | ---------------- | -------------- | -------------- | --------- | --------- | ---------------- | ---------------- | ------------- | ------------- | --------- | --------- | ----------- | ----- |
| 13,52                 | 1047                  | 1,80             | 978              | 13,18          | 739            | 24,35     | 947       | 6,40             | 975              | 35,89         | 589           | 2:15.23   | 890       | 6165        | 14    |

#### 2009

##### Гетціс
У червні на турнірі у місті Гетціс (Австрія) Мельниченко встановила особистий рекорд у сумі 6445 очок і кілька особистих рекордів в окремих видах (біг на 200 м — 24.18, біг на 400 м — 45.11). Ще раніше вона встановила рекорд Полтавської області у стрибках у висоту — 186 см.

##### Кубок Європи
Перед чемпіонатом світу вихованка Заслуженого тренера України Вікторії Козлової вдруге у своїй біографії виграла Кубок Європи, який приймав 26-28 червня польський Щецин. Збірній України та Ганні Мельниченко належало захищати свій титул, виграний у минулому році. Після перших чотирьох видів Ганна впевнено вийшла у лідери. Пробігши 100 м з бар'єрами за 13,51 секунди, потім всього два сантиметри не дотягла до свого особистого рекорду у стрибках у висоту — 184 сантиметри, ядро метнула на позначку 13 м 12 см. У завершальних змаганнях першого дня бігу на 200 метрів Мельниченко показує непоганий результат — 24,40 секунди. У сумі вийшло 3756 очок. Основну інтригу зберігала полька Каміла Чудзік, яка не відпускала далеко Ганну Мельниченко. Боротьба між двома лідерами тривала аж до останнього виду програми. У підсумку Ганна всього на два бали випередила польку. 6380 очок (результати другого дня: стрибки у довжину — 6 м 38 см, метання списа — 44 м 27 см, біг на 800 м — 2:14.07).

##### Чемпіонат світу у Берліні
На Чемпіонат світу в Берліні всі три українки — Наталя Добринська, Людмила Йосипенко та Ганна Мельниченко на той момент входили у світову топ-п'ятірку семиборок. Але всі вони розташувалися за межею призерів. Мельниченко знову отримує неприємну травму, тепер у бігу на 100 метрів з бар'єрами, і це заважає їй виступити в повну силу. Ганна у підсумку посідає шосте місце з результатом 6414 очок.

##### Турнір у Таленсе
У французькому Таленсе пройшов заключний турнір семиборок сезону 2009 року в серії IAAF Combined Events Challenge. Ганна Мельниченко у підсумковій таблиці турніру розташувалася відразу за призовий трійкою. Після першого дня змагання Мельниченко поступалася третьому місцю всього 43 очки. Вона показала найкращий результат у бігу на 100 метрів з бар'єрами — 13.57. Однак стрибки у висоту закінчила лише на позначці 180 см і була далекою від своїх найкращих результатів у штовханні ядра — 12 м 93 см. Навіть третій результат у бігу на 200 м — 24.81 не дозволив їй піднятися вище четвертого місця. У другий день змінити ситуацію Ганні не вдалося. Стрибнувши у довжину на 6 м 21 см, метнувши спис на 42 м 06 см і пробігши 800 метрів за 2.22.59, Мельниченко набрала 6056 очок. Що на 250 очок менше, ніж у бронзової призерки росіянки Тетяни Чернової. Друге місце у ще однієї українки Людмили Йосипенко (6423), а перше у Наталі Добринської.
Після закінчення чемпіонату Азії міжнародна асоціація легкоатлетичних федерацій оголосила результати офіційного заліку. До окремої серії багатоборств входили чемпіонат світу в Берліні, Універсіада, Кубок Європи та чемпіонат Азії. Загальний призовий фонд «Виклику IAAF» з багатоборства склав 202 тисячі доларів і розподілявся між атлетами, які посіли в загальному заліку місця з першого по восьме. У цих турнірах взяли участь 335 багатоборців. У жіночому заліку першу позицію зайняла олімпійська чемпіонка Наталія Добринська з сумою 19489 очок, набраних на трьох стартах. У срібного призера чемпіонату світу в Німеччині німкені Дженніфер Есер — 19225 очок. Всього 19 балів їй поступилася Ганна Мельниченко, таким чином посівши третє місце.

#### 2010

##### Чемпіонат Європи 2010
У першому виді легкоатлетичного семиборства — бігу на 100 метрів з бар'єрами вона показала результат — 13,84 сек. Він приніс 1001 очко. Старт міг бути й кращим, адже особистий рекорд Мельниченко на цій дистанції на півсекунди швидший — 13,28 сек. — так Ганна бігла у 2008 року на Кубку Європи у голландському місті Хенгело. У Барселоні після першого виду кременчужанка посідала 11 місце серед 25 багатоборок. Найкращою тут була лідер сезону британка Джессіка Енніс — 12,95 с (1132 очки). Подруги Мельниченко по збірній України на «бар'єрах» показали такі результати: Наталія Добринська — 13,59 сек. (1037 очок), Людмила Йосипенко — 13.94 сек. (987 очок).
У секторі для стрибків у висоту кременчужанка показала 6-й результат — 180 см (разом з іншими шістьма своїми суперницями). А найкращої «вершини» — 183 см — досягли одразу 5 багатоборок і серед них дві українки — Добринська і Йосипенко. За свій результат — 180 см — Мельниченко отримала 978 очок, а її конкурентки, які мали по 183 см, — отримали по 1016 очок. Після двох перших видів семиборства Ганна посідала 6 місце у турнірній таблиці, вона набрала 1979 очок. А вже чотири спортсменки на той час мали в своєму активі понад дві тисячі очок: Дж. Енніс (Велика Британія) — 2148, Дж. Озер (Німеччина) — 2085 і дві українки Н. Добринська — 2053 і Л. Йосипенко — 2003 очки.
У штовханні ядра Мельниченко показала 12-й результат серед учасниць чемпіонату Європи — 13 метрів 28 сантиметрів. Це принесло їй 746 очок і вона вже «випала» з першої десятки у турнірній таблиці. У бігу на 200 метрів Ганна також показує 12-й результат — 24,83 секунди (902 очки). А потім у стрибках у довжину Мельниченко не змогла продуктивно використати жодної з трьох спроб і у протоколі за виступи у цьому секторі отримала 0 очок. Таким чином після 5 видів семиборства кременчужанка опустилася у турнірній таблиці на 23-є місце з сумою очок 3703. Але Мельниченко продовжила виступати. У метанні списа кременчужанка показала 20-й результат серед усіх учасниць — 37 метрів 87 сантиметрів (626 очок). Але в останньому виді семиборства — бігу на 800 метрів вона вже участі не брала. Тож у підсумковому протоколі чемпіонату Європи Ганна Мельниченко значиться серед тих багатоборок, які не фінішували у цьому турнірі.
Чемпіонкою Європи e Барселоні прогнозовано стала британка Джессіка Енніс — 6823 очки, срібло у українки Наталії Добринської — 6778, бронза у німкені Дженніфер Озер — 6683 очки.

#### 2011—2012
Сезон 2011 року Ганна навіть не починала через біль у спині. Лікування було довгострокове, з квітня по вересень. Тільки у жовтні почала тренуватися. За останні 16 років, то була найбільша перерва у тренуваннях.
Взимку стартувала на зимовому Чемпіонаті України у Ялті. Там вона посіла перше місце, набравши у суммі 6407 очок, у той час як особистий рекорд спортсменки 6445. За видами Ганна показала такі результати: 100 м з бар'єрами — 13.60, стрибок у висоту — 1.82 м, штовхання ядра — 14.05 м (особистий рекорд), 200 метрів — 24.14, стрибок у довжину — 6.56 м, метання списа — 39.47 м, 800 метрів — 2:13.07. Друге місце посіла Аліна Федорова — 6126, 3 місце Анастасія Мохнюк — 5830. За результатми Чемпіонату України вона здобула олімпійську ліцензію та відібралася на зимовий Чемпіонат світу, де посіла там 7-е місце.

##### Олімпійські ігри 2012
На літніх Олімпійських іграх 2012 у Лондоні Ганна посіла 10 місце семиборстві тим самим встановивши особистий рекорд.
Першими вчора відбулися забіги на 100 метрів з бар'єрами, де Ганна Мельниченко стала десятою (1077). У змаганнях зі стрибків у висоту Мельниченко стрибнула на 1,80 м, отримавши 978 балів. У штовханні ядра Мельниченко показала 18-й результат, штовхнувши ядро на 12,96 метрів (725 очок). Четвертою дисципліною був біг на 200 метрів і Мельниченко прийшла до фінішу третьою — 24,09 секунд (972 очки). Це стало її особистим рекордом. Наступного дня кременчужанка серед показала результат у стрибках у висоту — 6,40 метрів (975 очок). У метанні списа Мельниченко показала результат 43,86 метрів (742 очки) і йшла на 10 позиції у загальному заліку. У завершальній дисципліні у бігу на 800 метрів Мельниченко у своєму забігові прийшла п'ятою, але при цьому показала досить гарний час — 2:12.90 хвилин (923 очки). Це дозволило Ганні увійти до десятки найкращих спортменок з семиборства.
Таблиця всіх результатів Ганни у Лондоні:
| Дисципліна | 100б  | СуВ  | ШтЯ   | 200 м | СуД  | МСп   | 800 м   | Сума очок | Місце |
| ---------- | ----- | ---- | ----- | ----- | ---- | ----- | ------- | --------- | ----- |
| Результат  | 13.32 | 1.80 | 12.96 | 24.09 | 6.40 | 43.86 | 2:12.90 | 6392      | 10    |
| Очки       | 1077  | 978  | 725   | 972   | 975  | 742   | 923     | 6392      | 10    |
| Місце      | 10    | 13   | 25    | 11    | 3    | 22    | 11      | 6392      | 10    |

#### 2013

##### Чемпіонат Європи у Ґетерборзі
У першому виді п'ятиборства — бігу на 60 метрів з бар'єрами Ганна вийшла у лідери, здолавши дистанцію бар'єрного спринту за 8,27 секунди. Це був другий результат серед усіх 15-ти учасниць, і він приніс Мельниченко 1068 очок. Краще Ганни тут впоралася (8,12 секунди) лише Антуанетта Нана Джиму (Франція), яка згодом і стала чемпіонкою Європи.
У другому виді п'ятиборства — стрибках у висоту — Мельниченко була 5-ю з результатом 181 см (991 очко). Після двох видів Мельниченко посідала 3-є місце із сумою у 2059 очок.
У третьому виді — штовханні ядра — спортсменка показала оптимальний для себе результат — 13 метрів 82 сантиметри (782 очка). А після трьох видів за сумою набраних очок перемістилася на 4-е місце, маючи 2841 очко. Після трьох видів головна боротьба за перемогу розгорнулася між француженкою Нана Джиму і білорускою Яною Максимовою, які на той момент уже мали відповідно 2932 і 2902 очка. Третьою після трьох видів йшла Нафіссату Таєм (Бельгія), яка мала 2842 очка і випереджала Ганну Мельниченко (2841 очко) лише на очко.
У четвертому виді — стрибках у довжину: збереглося відставання Ганни Мельниченко в одне очко. Мельниченко, і бельгійка Таєм у секторі для стрибків у довжину показали абсолютно однаковий результат — по 6 метрів 17 сантиметрів, й отримали відповідно по 902 очка.
В останньому виді п'ятиборства — бігу на 800 метрів лідери (7 найкращих після чотирьох турів) стартували у другому забігу. Із самого старту Яна Максимова (Білорусь) і Ганна Мельниченко очолили забіг і з кожним наступним метром усе більше підвищували темп. Їхнє лідерство тривало до самого фінішу: Максимова перемогла з часом 2 хвилини 14,84 секунди, а Мельниченко була другою з результатом 2 хвилини 17,01 секунди, який приніс їй ще 865 очок.
Золоту медаль у п'ятиборстві завоювала Антуанетта Нана Джиму (Франція) — 4666 очок, срібну — Яна Максимова (Білорусь) — 4658 очок, бронзову — Ганна Мельниченко (Україна) — 4608 очок.

##### Чемпіонат світу у Москві
На Чемпіонаті світу з легкої атлетики, що проходив з 10 по 18 серпня 2013 року у Москві (Росія), Ганна брала участь у легкоатлетичному семиборстві та здобула золоту медаль.
У «Лужниках», де проходили змагання спортсменка оптимальні для себе результати — найкращі у 2013 році.
у першому виді — 100 метрів з бар'єрами — Г.Мельниченко показала час 13.29 і була другою в своєму забігу і серед усіх інших учасниць. Це — 1081 очко у загальному заліку семиборства. У стрибках у висоту Ганна повторила свій персональний рекорд — 1.86 метра (з третьої спроби) і, хоча це був п'ятий результат, але знову кількість очок за вид була більше тисячі — 1054. У третьому виді — штовханні ядра, вже ввечері першого дня змагань семиборок, кременчужанка показала хороший для себе результат 13.85 (із другої спроби), що дозволило їй бути восьмою в цьому виді, набрати 784 очки і залишитися на першій сходинці загального заліку. В четвертому виді — бігу на 200 метрів — 30-річна спортсменка прийшла до фінішу четвертою у своєму забігові з часом 23.87 і набрала ще 993 очки. Відзначимо, що всі три спортсменки, які фінішували раніше за Ганну, показали найкращий для них час.
Наступного дня Г.Мельниченко так само вдало виступила у стрибках в довжину — 6 метрів 49 сантиметрів (найкращий у сезоні). Цей результат приніс Мельниченко 1004 очка. У секторі для стрибків у довжину Мельниченко мала 3-й серед усіх учасниць-багатоборок результат. Тут лише троє учасниць змогли набрати понад тисячу очок: Клаудіа Рат (Німеччина) — 6 м 67 см (1062 очка), Кетрін Джонсон-Томпсон (Велика Британія) — 6 м 56 см (1027 очок) і Ганна Мельниченко. Після 5-ти видів із 7-ми кременчужанка лідирувала у загальному заліку, набравши 4916 очок. На другій позиції йшла Дафне Схіпперс (Голландія) — 4796, на третій — Клаудіа Рат (Німеччина) — 4795 очок.
Потім Мельниченко, не «провалилася» у шостому виді програми — метанні списа. Тут вона хоча й показала 16-й результат серед усіх своїх суперниць, але змогла показати свій цьогорічний найкращий результат — 41 метр 87 сантиметрів (703 очка). Тож, після 6-ти видів програми із 7-ми Ганна продовжувала лідирувати у жіночому. В активі Мельниченко — 5619 очок. Перед останнім видом змагань вона випереджала на 68 очок свою головну переслідувачку Бріанну Тесьєн-Ітон (Канада), яка має 5551 очко і на 127 очок третю у таблиці — Дафне Схіпперс (Голландія) — у неї 5492 очка.
У бігу на 800 метрів вона фінішувала шостою із часом 2:09.85 (її найкраще досягнення, загалом вісім спортсменок у забігу показали свої найкращі результати), набравши 967 очок, чого вистачило, аби залишитися першою. Ця перемога стала першим золотом Ганни Мельниченко у кар'єрі і першою українською золотою нагородою на чемпіонатах світу.

##### Decastar
14 вересня Ганна виграла підсумковий турнір серед багатоборців Decastar у Таленсе (Франція), а з ним і загальний залік IAAF Combined Events Challenge. А ще місяць тому, у Москві, українка схилялася до того, щоб у Францію не їхати.
Мельниченко виступала у Таленсе вже вшосте, але до цього п'єдестал їй не підкорявся. Перший день змагань показав, що Мельниченко готова перемагати. Після чотирьох видів вона йшла першою. 100-метрівку з бар'єрами Ганна подолала за 13,29 с, стрибки у висоту — 1,80 м, штовхнула ядро — 13,08 м і завершила день 24,22 с на 200-метрівці.
Початок другого дня складався для спортсменки також вдало. 6,43 метри у секторі для стрибків у довжину забезпечили їй майже 100-очкову перевагу над срібною призеркою чемпіонату світу, канадійкою Бріанне Тісен-Ітон. А наступний вид, метання списа, почався невдало. У першій спробі снаряд полетів лише на 32,36 м. Потім був заступ. Але у заключній спробі Ганна метнула спис на 39,78 м, тим самим давши можливість Тісен-Ітон (42,24 м) лише скоротити відставання, але не вийти вперед.
В останньому виді змагань українці для перемоги потрібно було не відпустити надто сильно вперед Тісен-Ітон на 800-метрівці. Ганна з цим завданням упоралася. «Все, що я бачила, це лише спину Бріанне. Не думала ні про що, крім того, щоб не відпустити її далеко», — розповідала вона тоді після перемоги. Мельниченко не лише не відпустила далеко суперницю, а й випередила її — 2.13,94 хв.
Мельниченко перемогла з сумою в 6308 очок. 2.08,61 хв на 800-метрівці польки Кароліни Тимінської вивели її на підсумкову другу сходинку (6288), а Тісен-Ітон отримала бронзу (6252).
2017 році була дискваліфікована на 9 місяців за вживання кломифена. (https://www.athleticsintegrity.org/notifications-sanctions/p14?order-by=country&sort=asc#filters%5Bнедоступне+посилання+з+червня+2019%5D,  https://web.archive.org/web/20180124005728/http://www.nadc.org.ua/pravo/vidstoroneni_sportsmeny).

## Нагороди
- 24 вересня 2013 року Кременчуцька міська рада нагородили почесним знаком «За заслуги перед містом»[14]
- 24 серпня 2013 року нагороджена орденом княгині Ольги III ступеня.
- Найкраща спортсменка Полтавщини — 2013[15]
- Спортсмен року -2013[16]

## Виноски
1. ↑  Olympedia — 2006.
2. 1 2 3 4 5 6 7  Sports-reference.com. Архів оригіналу за 18 серпня 2009. Процитовано 18 березня 2013.
3. 1 2  Олимпиада-2012. Мельниченко Анна. Архів оригіналу за 4 березня 2016. Процитовано 18 березня 2013.
4. 1 2 3 4 5 6 7  Мельниченко — на європейському п'єдесталі!. Архів оригіналу за 13 жовтня 2016. Процитовано 18 березня 2013.
5. ↑  Екс-кременчужанка, чемпіонка світу Мельниченко стала Касьяновою [Архівовано 24 вересня 2015 у Wayback Machine.] (рос.)
6. 1 2 3 4 5  У Барселоні Мельниченко не фінішувала через травму. Архів оригіналу за 3 грудня 2013. Процитовано 18 березня 2013.
7. 1 2 3  Кременчуцька Панорама: «Де-факто»: Ганна Мельниченко — учасниця пекінської Олімпіади[недоступне посилання з квітня 2019]
8. 1 2 3 4 5  Год Мельниченко (рос.)
9. 1 2  Ганна Мельниченко оформила ліцензію на Олімпіаду-2012![недоступне посилання з квітня 2019]
10. ↑  Спортсменка з Кременчука у десятці найкращих на олімпіаді у Лондоні [Архівовано 3 грудня 2013 у Wayback Machine.] (рос.)
11. 1 2 3  Головний вечір її року: Ганна Мельниченко — в одному кроці від золотої медалі чемпіонки світу!. Архів оригіналу за 3 березня 2022. Процитовано 13 серпня 2013.
12. 1 2  Українка здобула золоту нагороду на чемпіонаті світу з легкої атлетики. Архів оригіналу за 18 серпня 2013. Процитовано 13 серпня 2013.
13. 1 2 3 4 5  Ганна Мельниченко перемогла на підсумковому турнірі багатоборців [Архівовано 5 березня 2016 у Wayback Machine.] — Сайт Федерації легкої атлетики України
14. ↑  Почесний знак «За заслуги перед містом» вручать чотирьом кременчужанам [Архівовано 27 вересня 2013 у Wayback Machine.] (рос.)
15. ↑  Анна Мельниченко — Лучшая спортсменка Полтавщины-2013 [Архівовано 16 вересня 2016 у Wayback Machine.] (рос.)
16. ↑  Людина року – 2013. Архів оригіналу за 20 вересня 2016. Процитовано 24 серпня 2016.